# Station Cheadle Hulme
Cheadle Hulme is een spoorwegstation van National Rail in Stockport in Engeland. Het station is eigendom van Network Rail en wordt beheerd door Northern Rail. 